# فرهاد شیبانی
فرهاد شیبانی (زادهٔ ۱۳۲۰ خورشیدی)، شاعر، ترانه‌سرا، عکاس و کارگردان ایرانی است.

## زندگی
فرهاد شیبانی بهار سال ۱۳۲۰ در ارومیه زاده شد. سال ۱۳۵۰ از دانشکده هنرهای دراماتیک در رشته کارگردانی فارغ‌التحصیل و همان سال در کانون پرورش فکری کودکان و نوجوانان مشغول به کار شد. حاصل کار او در سینما کارگردانی دو فیلم کوتاه با نام‌های «سار بی بی خانم» و «شهری دیگر» بوده‌است. تاکنون سه نمایشگاه عکس از شیبانی برگزار شده‌است که کتاب مجموعه عکس به نام «از رخ زیبای دوست» گزیده‌ای از آن‌هاست. همچنین مجموعه شعرهای «شاعرانه» و «سرخی گیلاس‌های کال» از او به چاپ رسیده‌است.

## ترانه‌شناسی
| خواننده              | نام ترانه                    | ترانه‌سرا       | آهنگساز            | تنظیم              |
| -------------------- | ---------------------------- | -------------- | ------------------ | ------------------ |
| ابی                  | نازی ناز کن                  | فرهاد شیبانی   | تورج شعبانخانی     | اریک آرکانت        |
| ابی                  | باد و بیشه                   | فرهاد شیبانی   | تورج شعبانخانی     | اریک آرکانت        |
| ستار                 | ما را مطلب                   | فرهاد شیبانی   | اسفندیار منفردزاده | اسفندیار منفردزاده |
| فریدون فروغی         | تنگنا                        | فرهاد شیبانی   | اسفندیار منفردزاده | اسفندیار منفردزاده |
| سیمین غانم           | سیب (آسمون آبی)              | فرهاد شیبانی   | فریبرز لاچینی      | فریبرز لاچینی      |
| سیمین غانم           | از تو تنها شدم (گل گلدون من) | فرهاد شیبانی   | فریدون شهبازیان    | فریدون شهبازیان    |
| سیمین غانم           | از تو تنها شدم (گل گلدون من) | فرهاد شیبانی   | فریدون شهبازیان    | اسفندیار منفردزاده |
| سیمین غانم           | چه صبوره دل من               | فرهاد شیبانی   | تورج شعبانخانی     | اریک آرکانت        |
| سوسن                 | شب‌های تهران                  | فرهاد شیبانی   | اسفندیار منفردزاده | اسفندیار منفردزاده |
| گیتی پاشایی          | گریه (دختری اونجا نشسته)     | فرهاد شیبانی   | اسفندیار منفردزاده | اسفندیار منفردزاده |
| گیتی پاشایی          | همیشه دیر رسیدم(غروب/پاییز)  | فرهاد شیبانی   | فریبرز لاچینی      | فریبرز لاچینی      |
| سیمین قدیری          | باران                        | فرهاد شیبانی   | فریبرز لاچینی      | فریبرز لاچینی      |
| مرجان                | من همینم (غریبه)             | فرهاد شیبانی   | تورج شعبانخانی     | اریک آرکانت        |
| مازیار               | باغچه                        | فرهاد شیبانی   | تورج شعبانخانی     | اریک آرکانت        |
| تورج شعبانخانی       | باغچه                        | فرهاد شیبانی   | تورج شعبانخانی     | اریک آرکانت        |
| فال                  | فرهاد شیبانی                 | تورج شعبانخانی | اریک               |                    |
| من بی تو، بهار بی تو | فرهاد شیبانی                 | تورج شعبانخانی | اریک               |                    |
| من تنهای تو          | فرهاد شیبانی                 | تورج شعبانخانی | تورج شعبانخانی     |                    |
| دستمال آبی           | فرهاد شیبانی                 | تورج شعبانخانی | تورج شعبانخانی     |                    |
| کاکلی                | فرهاد شیبانی                 | تورج شعبانخانی | تورج شعبانخانی     |                    |
| دیگه دیره            | فرهاد شیبانی                 | تورج شعبانخانی | تورج شعبانخانی     |                    |
| پری زنگنه            | گل لاله عباسی                | فرهاد شیبانی   | تورج شعبانخانی     | تورج شعبانخانی     |
| پری زنگنه            | هشتمین روز هفته              | فرهاد شیبانی   | لوریس چکناواریان   | لوریس چکناواریان   |
| پری زنگنه            | آهو در باد                   | فرهاد شیبانی   | رامین انتظامی      | رامین انتظامی      |
| پری زنگنه            | پروازی تا سحر                | فرهاد شیبانی   | حسین سمیعیان ؟     |                    |
|                      | ای یار                       | فرهاد شیبانی   | احمد پژمان         | احمد پژمان         |